# Maksim Grebnev
Maksim Aleksejevitsj Grebnev (Podporozje, 9 januari 2002) is een Russisch professioneel tafeltennisser. Hij speelt rechtshandig met de shakehandgreep.

## Belangrijkste resultaten
- Goud op het dubbelspel op de Europese kampioenschappen 2022 met Lev Katsman.